# Enel Américas
Enel Américas es un conglomerado de empresas de energía eléctrica que opera en países de América del Sur y América Central: Argentina, Brasil, Colombia, Costa Rica, Panamá y Guatemala. A través de sus filiales genera, transmite y distribuye energía eléctrica. 
Enel Américas cuenta, con un total de 16.116 MW de capacidad instalada neta, entregando energía a más de 23,3 millones de clientes, al cierre del año 2022.
Su accionista mayoritario es la empresa italiana Enel S.p.A., una empresa energética global y uno de los mayores operadores integrados de energía en el mundo.
En enero de 2023, Enel Américas fue confirmada nuevamente en The Sustainability Yearbook, un estudio anual que compara el desempeño de sostenibilidad de empresas cotizadas, con base en una evaluación exigente y competitiva. La empresa forma parte de esta selección desde 2019 y este año fue distinguida por primera vez dentro de la categoría Top 5% S&P Global ESG Score, ubicándose dentro de las compañías más sostenibles de la industria eléctrica a nivel mundial.

## Historia
El 19 de junio de 1981 se reorganiza la Compañía Chilena de Electricidad S.A. en una matriz y tres subsidiarias. Una de ellas fue la Compañía Chilena Metropolitana de Distribución Eléctrica S.A. En 1985, bajo la política de privatizaciones del gobierno de Chile, se inició el proceso de transferencia del capital social de la Compañía Chilena Metropolitana de Distribución Eléctrica S.A. al sector privado, finalizando finalmente el 10 de agosto de 1987.
En este proceso, a la empresa se sumaron las administradoras de fondos de pensiones (AFP), empleados de la empresa, inversionistas institucionales y miles de pequeños accionistas. Su estructura organizacional estaba basada en actividades o funciones operativas, cuyos resultados eran evaluados funcionalmente y su rentabilidad estaba limitada por una estructura tarifaria como resultado de su dedicación exclusiva al negocio de distribución de energía eléctrica.

### Reestructuración y diversificación (1987-2014)
En 1987, el directorio de la empresa propuso formar una división para cada una de las actividades de la empresa matriz. Para ello, se crearon cuatro subsidiarias que serían gestionadas como unidades de negocio cada una con sus propios objetivos, ampliando así las actividades de la empresa hacia otras actividades no reguladas, pero vinculadas al negocio principal. Esta división fue aprobada por la asamblea extraordinaria de accionistas del 25 de noviembre del mismo año, que definió su nuevo objetivo corporativo. La Compañía Chilena Metropolitana de Distribución Eléctrica S.A. se convirtió así en un holding de inversión.
El 1 de agosto de 1988, en virtud de lo acordado en la Junta General Extraordinaria de Accionistas del 12 de abril de 1988, una de las sociedades nacidas de la división cambió su denominación social a Enersis S.A. En el mismo año, y con el objeto de afrontar con éxito el desafío de desarrollo y crecimiento, la empresa se dividió en cinco unidades de negocio, que dieron origen a cinco filiales.
De estas, Chilectra y Río Maipo se hicieron cargo de la distribución de energía eléctrica; Manso de Velasco se concentró en los servicios de ingeniería y construcción eléctrica, así como de la administración inmobiliaria; Synapsis se ocupó del área de tecnologías de la información y procesamiento de datos, mientras que Diprel se concentró en prestar servicios de suministro y comercialización de productos eléctricos.
En la Asamblea General Extraordinaria de Accionistas del 11 de abril de 2002, se modificó el objeto social de la sociedad, introduciendo las actividades de telecomunicaciones, la inversión y administración de empresas de telecomunicaciones y tecnologías de la información, y la intermediación de negocios a través de Internet.

### Adquisición por parte de Enel (2014-actualidad)

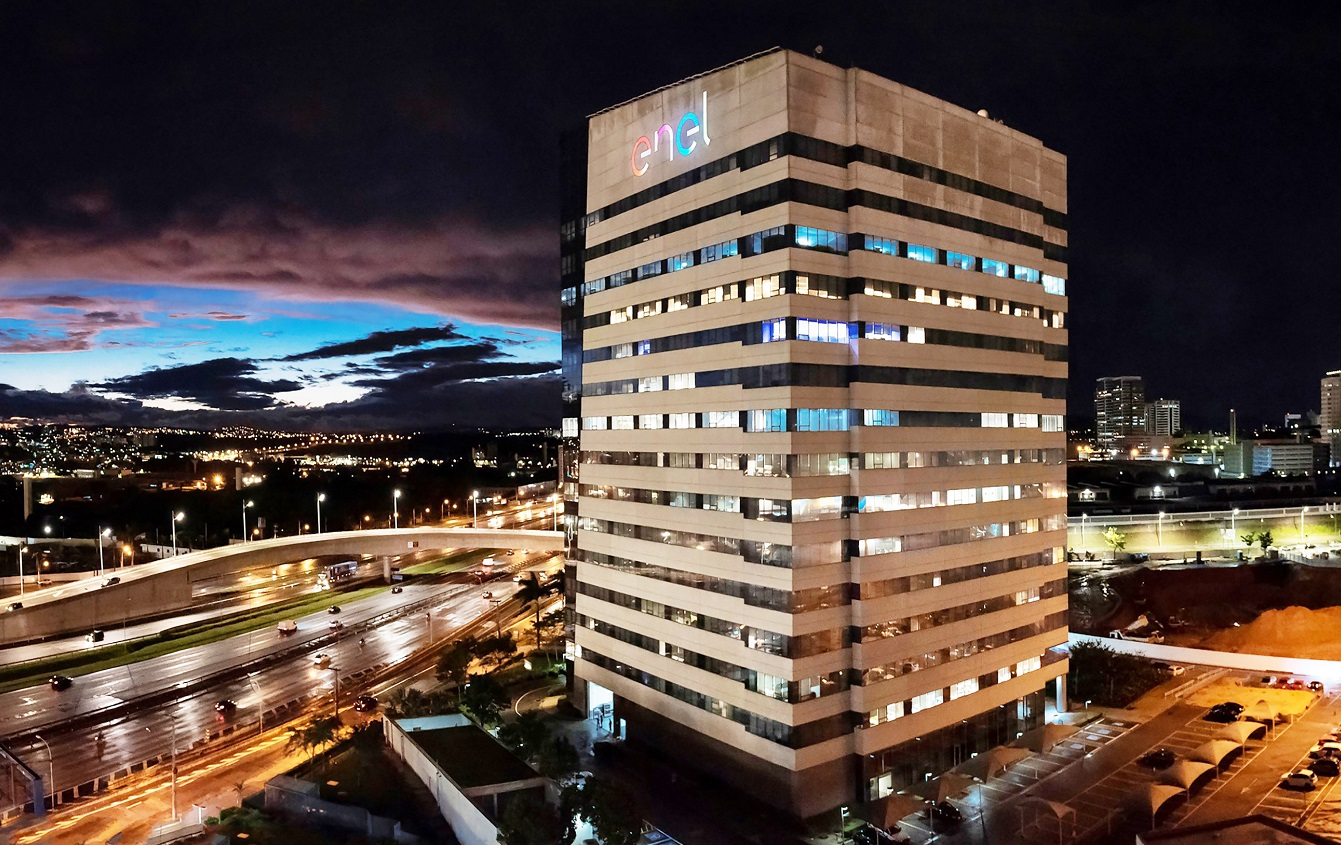
Edificio corporativo de Enel Américas en Brasil

En octubre de 2014, luego de que Endesa fuera adquirida por Enel, Enersis S.A pasó a ser controlada por Enel. La compañía atravesó un proceso de reestructuración corporativa que inició en abril de 2015 y finalizó en diciembre de 2016. La reestructuración consistió en separar las actividades de generación y distribución de energía eléctrica desarrolladas en Chile del resto de los países. De esta forma, se crea Enel Américas S.A., empresa que da continuidad a Enersis con actividades en Argentina, Brasil, Colombia y Perú, y Enel Chile S.A.
Hoy, Enel Américas S.A. es una de las empresas eléctricas privadas más grandes de América Latina, en términos de activos consolidados e ingresos operacionales, lo que se ha logrado a través de un crecimiento estable y equilibrado en sus negocios de energía eléctrica: generación, transmisión y distribución.
El 1 de marzo de 2022, se realice la fusión por absorción de las subsidiarias Emgesa S.A. ESP (sociedad absorbente), Codensa S.A. ESP, Enel Green Power Colombia S.A.S. ESP y ESSA2 SpA (sociedades absorbidas). La nueva denominación social de la sociedad fusionada es Enel Colombia S.A. ESP, sociedad en la que Enel Américas tiene una participación del 57,345% como resultado de esta operación.

## Principales hitos

### Aumento de capital
En abril de 2019, la Asamblea Extraordinaria de Accionistas aprobó un aumento de capital por US$ 3.000 millones. Los recursos fueron utilizados para concretar la compra de AES Eletropaulo -la mayor distribuidora de América del Sur, con 7,2 millones de clientes, en la ciudad de São Paulo, Brasil- y para reestructurar los pasivos de los fondos de pensiones de Enel Brasil relacionados con la compra mencionada.
En septiembre del mismo año, se concluyó con éxito el aumento de capital con la incorporación de aproximadamente el 99,5% del total de las acciones.

### Integración del negocio de energías renovables no convencionales
El 18 de diciembre de 2020, la Junta Extraordinaria de Accionistas de la Compañía aprobó por amplia mayoría la fusión por incorporación de EGP Américas a Enel Américas, permitiendo a esta última controlar y consolidar la propiedad del negocio de energías renovables y los activos de generación que Enel Green Power desarrolla y posee en América Central y del Sur (excepto Chile). La fusión se hizo efectiva a partir del 1 de abril del 2021.

### Deslitamiento en la New York Stock Echange y Desregostro en la SEC
El 31 de mayo de 2022, se anunció la intención de retirar la acción de la Bolsa de Valores de Nueva York (NYSE) y cancelar el registro de Enel Américas en la Securities and Exchange Comission (SEC).
Los ADRs fueron deslistados el 20 de junio de la NYSE y luego de un mes de transacciones en el mercado Over the Counter (OTC), el programa de ADRs fue oficialmente cancelado el 21 de julio del mismo año.
El 2 de noviembre de 2022 se ingresó el formulario 15F a la SEC, solicitando formalmente el desregistro de la compañía de dicho ente regulador. Este proceso se concretó y fue informado a través de hecho esencial el 1 de febrero de 2023.

### Política de rotación de activos
El 9 de junio de 2022, se firmó un contrato de compraventa de acciones con ENEVA S.A., a través del cual Enel Brasil vendió el 100% de las acciones emitidas por CGTF – Central Geradora Thermoeléctrica Fortaleza S.A. (“Termofortaleza”), una filial generadora a gas. El 23 de agosto se materializó la enajenación del activo. Esta venta se enmarcó dentro de la política de descarbonización de la Compañía.
El 28 de julio de 2022, se anunció que Enel Brasil S.A. (filial de Enel Américas) estaba recibiendo manifestaciones de interés para la adquisición de su participación en Enel Distribución Goiás. El 23 de septiembre, se suscribió un contrato de compraventa con Equatorial Energia S.A., para vender el 99,9% de las acciones de Enel Distribución Goiás. El 29 de diciembre, se materializó la enajenación del activo.
El 22 de noviembre de 2022, el controlador, Enel SpA, publicó su Plan Estratégico 2023-25, donde señaló la intención de vender todas sus operaciones en Argentina y Perú, y vender la compañía distribuidora Enel Ceará en Brasil.
A partir de marzo de 2023, se ha efectuado la venta de Central Costanera y Central Dock Sud, ambas compañías generadoras en Argentina, quedando pendiente la última empresa generadora El Chocón, y por el negocio de distribución, la compañía Edesur.
Los procesos de manifestaciones de interés para los activos en el negocio de generación y distribución en Perú ya han sido iniciados, junto con el proceso de Enel Ceará en Brasil.
En agosto de 2024 se concretó el proceso de venta a la China Southern Power Grid, la entonces Enel (Perú) pasará a llamarse Pluz Energía Perú.

### Información bursátil
En Chile, las acciones cotizan en las siguientes bolsas de valores: la Bolsa de Comercio de Santiago o “BCS” y la Bolsa Electrónica de Chile o “BEC”. Al 31 de diciembre de 2022, la BCS y la BEC representaron el 93% y el 7% del total de acciones negociadas en Chile, respectivamente. A diciembre de 2022, la capitalización de mercado era de US$ 14,230 mil millones.
En Estados Unidos, durante el mismo año, se transaron 302.209.504 ADS (hasta el 20 de julio de 2022), equivalentes a 15.110.475.200 acciones ordinarias (1 ADS representaba 50 acciones).

## Enel X
En 2018, se formó Enel X Colombia S.A.S. (“Enel X Colombia”), una subsidiaria de propiedad total de Codensa. El objetivo principal de Enel X Colombia es enfocarse en las licitaciones de alumbrado público, complementando las actividades de Codensa. También se cambió el nombre de Enel Soluçoes S.A., una subsidiaria de propiedad total de Enel Brasil, a Enel X Brasil S.A. (“Enel X Brasil”). Estas empresas desarrollarán, implementarán y venderán productos y servicios que incorporen innovación y tecnología de punta, y que sean diferentes a la venta de energía o distribución de energía, y servicios asociados. Estas empresas de Enel X esperan ofrecer proyectos llave en mano para municipios y otras entidades públicas y gubernamentales, electrodomésticos para clientes industriales o residenciales como sistemas fotovoltaicos, calefacción, ventilación, aire acondicionado, iluminación led, proyectos relacionados con la eficiencia energética y el desarrollo de instalaciones eléctricas públicas y privadas, e infraestructura de recarga, incluyendo a todos los clientes fuera de las áreas de concesión.

## Sustentabilidad en el núcleo
En diciembre de 2022, Enel Américas fue reconocida una vez más para integrar las tres categorías del Dow Jones Sustainability Index: Emerging Markets, Mercado Integrado de la Alianza del Pacífico (MILA) y Chile, tras haber obtenido la puntuación más alta 87/100, desde que participa. También, Enel Américas también fue destacada en el FTSE4Good Emerging Index y el FTSE4Good Latin America Markets Index. Estos índices son parte de la serie del FTSE4Good e incorpora a empresas cotizadas en bolsas de todo el mundo que cumplen con altos estándares medioambientales, relaciones sociales y de gobierno (ESG), basados en los principios de inversión responsable.
Enel Américas alcanzó su puntaje más alto desde que participa en la plataforma ambiental global sin fines de lucro Carbon Disclosure Project (CDP), integrada por compañías de todo el mundo que han sido identificadas como líderes mundiales respecto de su respuesta corporativa al cambio climático. Este reconocimiento, obtenido con una puntuación A-, reconoce sus acciones para reducir emisiones, mitigar los riesgos climáticos y el desarrollo de una economía con baja emisión de carbono.

## Filiales de Generación de Energía Eléctrica
Enel Américas tiene una capacidad instalada neta total de 16.116 MW al 31 de diciembre de 2022.
En Brasil, Enel Américas participa en la generación de energía eléctrica a través de Enel Brasil y sus filiales Cachoeira Dourada, Volta Grande y EGP Brasil.
En Colombia, Enel Américas participa en la generación de energía eléctrica a través de su filial Enel Colombia.

## Filiales de Distribución de Energía Eléctrica
Enel Américas participa en el negocio de la distribución de energía eléctrica en América Latina a través de las siguientes filiales:
- Argentina: Edesur
- Brasil: Enel Distribución Rio, Enel Distribución Ceará, y     Enel Distribución São Paulo
- Colombia: Enel Colombia[15]

## Filiales de Transmisión de Energía Eléctrica
Enel Américas participa en el negocio de transmisión de energía eléctrica a través de la línea de interconexión entre Argentina y Brasil. Esto se lleva a cabo a través de Enel Cien, una filial de Enel Brasil.